# Aymen Mouelhi
Aymen Mouelhi (Barcellona, 14 settembre 1986) è un calciatore spagnolo naturalizzato gibilterriano, difensore e capitano dell'Europa FC.

## Biografia
Tifoso del club spagnolo del Barcellona, oltre a giocare a calcio lavora come guardia.

## Carriera

### Club
Nato a Barcellona, in Spagna, e cresciuto in Tunisia, Mouelhi inizia a giocare a calcio nell'Olympique Kef con la quale esordisce in Championnat de Ligue Professionelle 1 il 24 febbraio 2013 in una sconfitta casalinga per 1-4.
Il 1º luglio 2013 si trasferisce al Europa FC con la quale fa il suo esordio in Europa League nella sconfitta esterna per 3-0 contro il Vaduz
Dopo una sola stagione il 19 luglio 2015 si trasferisce al Lions Gibraltar, la stagione risulta deludente per lui perciò a fine stagione lascia la squadra e si trasferisce al Gibraltar Utd; il 22 settembre seguente esordisce in Gibraltar Premier Division contro il Manchester 62 entrando al 70' minuto al posto del connazionale Brad Power, mentre il 2 giugno 2018, sigla la prima marcatura da professionista, siglando il momentaneo 0-1 contro l'Europa FC.
Dopo due anni con il Gibraltar, si trasferisce al St Joseph's.

### Nazionale
Per via delle sue origini Mouelhi ha potuto scegliere di rappresentare a livello internazionale una tra Spagna, Tunisia e Gibilterra.
Proprio con quest'ultima nazionale, il 16 novembre 2018, fa il proprio debutto nella sonora sconfitta per 2-6 contro l'Armenia.

## Statistiche

### Cronologia presenze e reti in nazionale
| Cronologia completa delle presenze e delle reti in nazionale ― Gibilterra | Cronologia completa delle presenze e delle reti in nazionale ― Gibilterra | Cronologia completa delle presenze e delle reti in nazionale ― Gibilterra | Cronologia completa delle presenze e delle reti in nazionale ― Gibilterra | Cronologia completa delle presenze e delle reti in nazionale ― Gibilterra | Cronologia completa delle presenze e delle reti in nazionale ― Gibilterra | Cronologia completa delle presenze e delle reti in nazionale ― Gibilterra | Cronologia completa delle presenze e delle reti in nazionale ― Gibilterra |
| Data                                                                      | Città                                                                     | In casa                                                                   | Risultato                                                                 | Ospiti                                                                    | Competizione                                                              | Reti                                                                      | Note                                                                      |
| ------------------------------------------------------------------------- | ------------------------------------------------------------------------- | ------------------------------------------------------------------------- | ------------------------------------------------------------------------- | ------------------------------------------------------------------------- | ------------------------------------------------------------------------- | ------------------------------------------------------------------------- | ------------------------------------------------------------------------- |
| 16-11-2018                                                                | Gibilterra                                                                | Gibilterra                                                                | 2 – 6                                                                     | Armenia                                                                   | UEFA Nations League 2018-2019 - 1º Turno                                  | -                                                                         | 84’                                                                       |
| 19-11-2018                                                                | Skopje                                                                    | Macedonia del Nord                                                        | 4 – 0                                                                     | Gibilterra                                                                | UEFA Nations League 2018-2019 - 1º Turno                                  | -                                                                         |                                                                           |
| 26-3-2019                                                                 | Gibilterra                                                                | Gibilterra                                                                | 0 – 1                                                                     | Estonia                                                                   | Amichevole                                                                | -                                                                         | 75’                                                                       |
| 10-10-2019                                                                | Pristina                                                                  | Kosovo                                                                    | 1 – 0                                                                     | Gibilterra                                                                | Amichevole                                                                | -                                                                         | 75’                                                                       |
| 15-10-2019                                                                | Gibilterra                                                                | Gibilterra                                                                | 2 – 3                                                                     | Georgia                                                                   | Qual. Euro 2020                                                           | -                                                                         |                                                                           |
| 15-11-2019                                                                | Copenaghen                                                                | Danimarca                                                                 | 6 – 0                                                                     | Gibilterra                                                                | Qual. Euro 2020                                                           | -                                                                         | 65’                                                                       |
| 18-11-2019                                                                | Gibilterra                                                                | Gibilterra                                                                | 1 – 6                                                                     | Svizzera                                                                  | Qual. Euro 2020                                                           | -                                                                         |                                                                           |
| 5-9-2020                                                                  | Gibilterra                                                                | Gibilterra                                                                | 1 – 0                                                                     | San Marino                                                                | UEFA Nations League 2020-2021 - 1º Turno                                  | -                                                                         |                                                                           |
| 7-10-2020                                                                 | Attard                                                                    | Malta                                                                     | 2 – 0                                                                     | Gibilterra                                                                | Amichevole                                                                | -                                                                         |                                                                           |
| 10-10-2020                                                                | Vaduz                                                                     | Liechtenstein                                                             | 0 – 1                                                                     | Gibilterra                                                                | UEFA Nations League 2020-2021 - 1º Turno                                  | -                                                                         | 64’                                                                       |
| 11-11-2020                                                                | Sofia                                                                     | Bulgaria                                                                  | 3 – 0                                                                     | Gibilterra                                                                | Amichevole                                                                | -                                                                         | 45’                                                                       |
| 14-11-2020                                                                | Serravalle                                                                | San Marino                                                                | 0 – 0                                                                     | Gibilterra                                                                | UEFA Nations League 2020-2021 - 1º Turno                                  | -                                                                         | 66’                                                                       |
| 17-11-2020                                                                | Gibilterra                                                                | Gibilterra                                                                | 1 – 1                                                                     | Liechtenstein                                                             | UEFA Nations League 2020-2021 - 1º Turno                                  | -                                                                         |                                                                           |
| 24-3-2021                                                                 | Gibilterra                                                                | Gibilterra                                                                | 0 – 3                                                                     | Norvegia                                                                  | Qual. Mondiali 2022                                                       | -                                                                         | 76’                                                                       |
| 30-3-2021                                                                 | Gibilterra                                                                | Gibilterra                                                                | 0 – 7                                                                     | Paesi Bassi                                                               | Qual. Mondiali 2022                                                       | -                                                                         |                                                                           |
| 4-6-2021                                                                  | Lubiana                                                                   | Slovenia                                                                  | 6 – 0                                                                     | Gibilterra                                                                | Amichevole                                                                | -                                                                         | 68’                                                                       |
| 7-6-2021                                                                  | Andorra La Vella                                                          | Andorra                                                                   | 0 – 0                                                                     | Gibilterra                                                                | Amichevole                                                                | -                                                                         | 70’                                                                       |
| 1-9-2021                                                                  | Riga                                                                      | Lettonia                                                                  | 3 – 1                                                                     | Gibilterra                                                                | Qual. Mondiali 2022                                                       | -                                                                         | 64’                                                                       |
| 4-9-2021                                                                  | Gibilterra                                                                | Gibilterra                                                                | 0 – 3                                                                     | Turchia                                                                   | Qual. Mondiali 2022                                                       | -                                                                         |                                                                           |
| 7-9-2021                                                                  | Oslo                                                                      | Norvegia                                                                  | 5 – 1                                                                     | Gibilterra                                                                | Qual. Mondiali 2022                                                       | -                                                                         | 33’                                                                       |
| 11-10-2021                                                                | Rotterdam                                                                 | Paesi Bassi                                                               | 6 – 0                                                                     | Gibilterra                                                                | Qual. Mondiali 2022                                                       | -                                                                         | 88’                                                                       |
| 13-11-2021                                                                | Istanbul                                                                  | Turchia                                                                   | 6 – 0                                                                     | Gibilterra                                                                | Qual. Mondiali 2022                                                       | -                                                                         |                                                                           |
| 16-11-2021                                                                | Gibilterra                                                                | Gibilterra                                                                | 1 – 3                                                                     | Lettonia                                                                  | Qual. Mondiali 2022                                                       | -                                                                         |                                                                           |
| 23-3-2022                                                                 | Gibilterra                                                                | Gibilterra                                                                | 0 – 0                                                                     | Grenada                                                                   | Amichevole                                                                | -                                                                         | 62’                                                                       |
| 2-6-2022                                                                  | Tbilisi                                                                   | Georgia                                                                   | 4 – 0                                                                     | Gibilterra                                                                | UEFA Nations League 2022-2023 - 1º Turno                                  | -                                                                         | 66’                                                                       |
| 9-6-2022                                                                  | Gibilterra                                                                | Gibilterra                                                                | 1 – 1                                                                     | Bulgaria                                                                  | UEFA Nations League 2022-2023 - 1º Turno                                  | -                                                                         | 80’                                                                       |
| 24-3-2023                                                                 | Faro                                                                      | Gibilterra                                                                | 0 – 3                                                                     | Grecia                                                                    | Qual. Euro 2024                                                           | -                                                                         | 62’                                                                       |
| 27-3-2023                                                                 | Rotterdam                                                                 | Paesi Bassi                                                               | 3 – 0                                                                     | Gibilterra                                                                | Qual. Euro 2024                                                           | -                                                                         | 77’                                                                       |
| 16-6-2023                                                                 | Faro                                                                      | Gibilterra                                                                | 0 – 3                                                                     | Francia                                                                   | Qual. Euro 2024                                                           | -                                                                         | 59’                                                                       |
| 19-6-2023                                                                 | Dublino                                                                   | Irlanda                                                                   | 3 – 0                                                                     | Gibilterra                                                                | Qual. Euro 2024                                                           | -                                                                         | 43’                                                                       |
| 6-9-2023                                                                  | Ta' Qali                                                                  | Malta                                                                     | 1 – 0                                                                     | Gibilterra                                                                | Amichevole                                                                | -                                                                         |                                                                           |
| 10-9-2023                                                                 | Atene                                                                     | Grecia                                                                    | 5 – 0                                                                     | Gibilterra                                                                | Qual. Euro 2024                                                           | -                                                                         | 90’                                                                       |
| 11-10-2023                                                                | Wrexham                                                                   | Galles                                                                    | 4 – 0                                                                     | Gibilterra                                                                | Amichevole                                                                | -                                                                         | 46’                                                                       |
| 16-10-2023                                                                | Faro                                                                      | Gibilterra                                                                | 0 – 4                                                                     | Irlanda                                                                   | Qual. Euro 2024                                                           | -                                                                         |                                                                           |
| 18-11-2023                                                                | Nizza                                                                     | Francia                                                                   | 14 – 0                                                                    | Gibilterra                                                                | Qual. Euro 2024                                                           | -                                                                         |                                                                           |
| 21-11-2023                                                                | Faro                                                                      | Gibilterra                                                                | 0 – 6                                                                     | Paesi Bassi                                                               | Qual. Euro 2024                                                           | -                                                                         |                                                                           |
| 15-11-2024                                                                | Serravalle                                                                | San Marino                                                                | 1 – 1                                                                     | Gibilterra                                                                | UEFA Nations League 2024-2025 - 1º turno                                  | -                                                                         | 77’                                                                       |
| Totale                                                                    |                                                                           | Presenze                                                                  | 37                                                                        |                                                                           | Reti                                                                      | 0                                                                         |                                                                           |